# 18th Street (linea IRT Broadway-Seventh Avenue)
18th Street (IPA: [eɪˈtinθ strit]) è una fermata della metropolitana di New York situata sulla linea IRT Broadway-Seventh Avenue. Nel 2015 è stata utilizzata da un totale di 2 676 304 passeggeri.

## Storia
La stazione venne aperta il 1º luglio 1918, come parte del prolungamento della linea IRT Broadway-Seventh Avenue compreso tra le stazioni di 34th Street-Penn Station e South Ferry. Tra il 1991 e il 1992 la stazione fu sottoposta ad una ristrutturazione conservativa, con il mantenimento dei mosaici originali.

## Strutture e impianti
18th Street è una fermata sotterranea con due banchine laterali e quattro binari, i due esterni per i treni locali e i due interni per quelli espressi. Le due banchine non sono connesse tra di loro e hanno ingressi e tornelli separati.
La stazione è posizionata al di sotto di Seventh Avenue e possiede un totale di sei ingressi: quattro presso l'incrocio tra Seventh Avenue e 18th Street e due presso l'incrocio tra Seventh Avenue e 19th Street.

## Movimento
La stazione è servita dai treni di due linee della metropolitana di New York:
- Linea 1 Broadway-Seventh Avenue Local, sempre attiva;[7]
- Linea 2 Seventh Avenue Express, attiva solo di notte.[8]

## Interscambi
La stazione è servita da diverse autolinee gestite da NYCT Bus.
- Fermata autobus